# Louis Demey
Louis Edouard Demey (Sint-Michiels, 29 juli 1876 - Brugge, 19 februari 1943) was burgemeester van Sint-Michiels.

## Levensloop

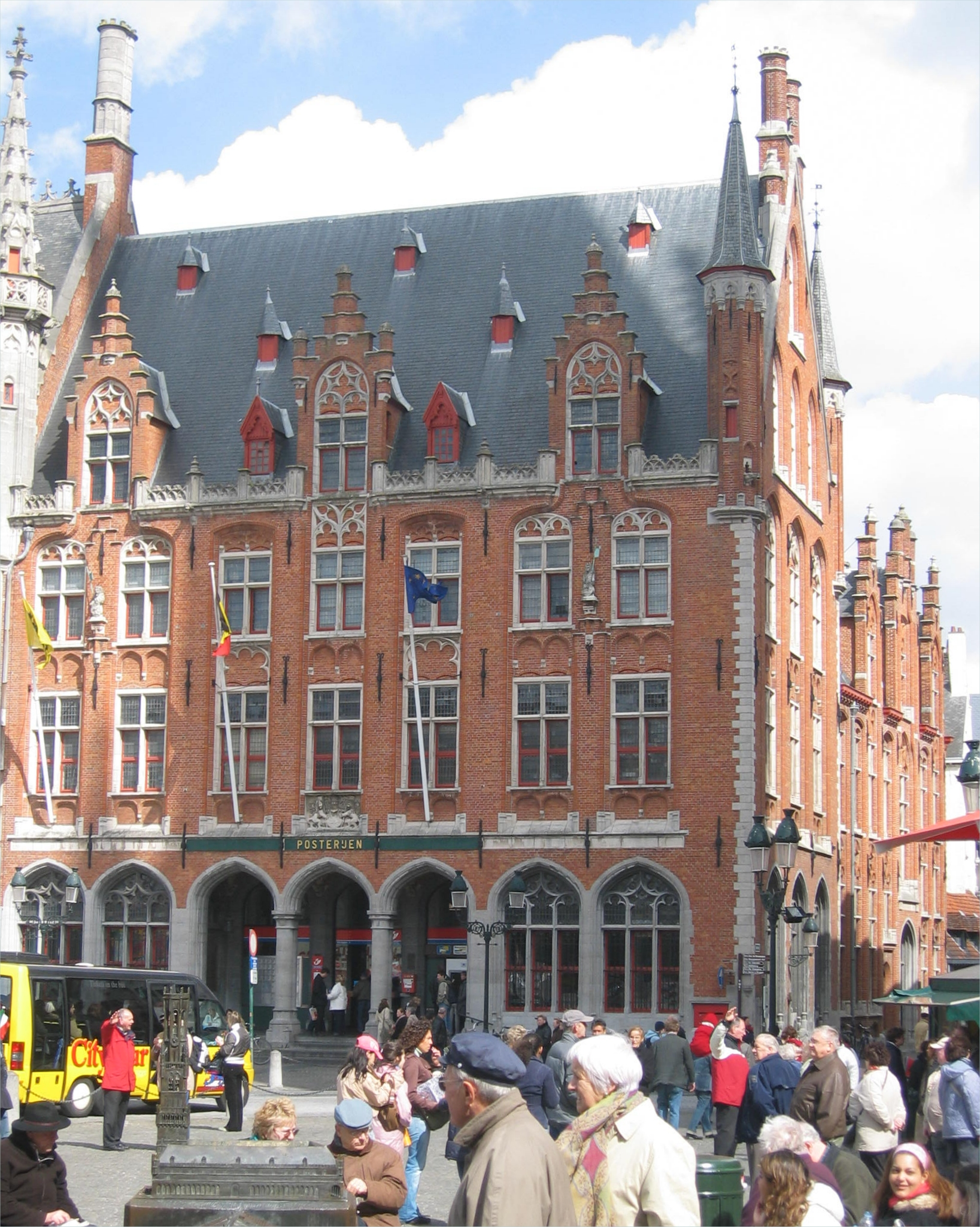
Postgebouw op de Markt van Brugge.

Louis E. Demey trouwde met Maria Lust. Hij was van beroep aannemer van openbare werken. Hij bouwde onder meer het Postgebouw op de Markt van Brugge. Tijdens een inspectie op de werf van dit gebouw, brak hij beide benen
Na de Eerste Wereldoorlog interesseerde hij zich zeer in Europese en pacifistische ideeën. Hij zette zich door woord en geschrift in om vredelievende idealen te verspreiden en de verzoening tussen alle volkeren te bepleiten.
Hij was anderzijds, binnen de sportvereniging Club Brugge, minstens vanaf 1921 voorzitter van de atletiekafdeling.

## Burgemeester
In 1924 nam Demey deel aan de gemeenteraadsverkiezingen in Sint-Michiels, met een lijst Gemeentebelangen. Hij behaalde de absolute meerderheid niet maar ging een coalitie aan met een paar socialistische verkozenen. Begin 1925 werd hij tot burgemeester benoemd en hij doorbrak hiermee de gewoonte om het bestuur van de gemeente aan een edelman en aan de katholieke partij toe te vertrouwen.
Hij leunde in stijgende mate bij de socialistische partij aan. Zijn zoon Roger Demey werd socialistisch gemeenteraadslid van Brugge in de jaren 1960.
Hij bleef burgemeester tot hij op 28 mei 1941 door de Duitse bezetter werd afgezet omdat hij, die aanleunde bij het verzet, de opgelegde leeftijdsgrens had overschreden. Hij werd opgevolgd door de achtenveertigjarige ingenieur Wilfried Van Damme, die op 21 augustus 1941 de eed aflegde. Deze burgemeestersfunctie verdween in oktober 1942, bij de vorming van Groot-Brugge en de opslorping bij Brugge van de randgemeenten. Van Damme trok naar het oostfront, waar hij sneuvelde.
De gemeente eerde Demey door zijn naam te geven aan een nieuw aangelegde straat. De Louis de Meystraat bevindt zich tussen de Dorpsstraat en de Leiselestraat. Het is een eenrichtingsstraat.

## Publicaties
- Maskers op?... Maskers af!, Brugge, Excelsior, 1931 (vertaald door J.-M. Bonteloup, La Paix... Toute la Paix, Parijs, 1931)
- Naar den nieuwen oorlog, Brugge, Excelsior, 1933
- Europa's vernieling of... zijn Vereenigde Staten, Brugge, Excelsior, 1934